# Leptoctenopsis subrufa
Leptoctenopsis subrufa är en fjärilsart som beskrevs av W. Warren 1900. Leptoctenopsis subrufa ingår i släktet Leptoctenopsis och familjen mätare. Inga underarter finns listade i Catalogue of Life.